# Mark Lewin
Mark Lewin (Buffalo, New York, 16 marzo 1937) è un ex wrestler statunitense.

## Carriera

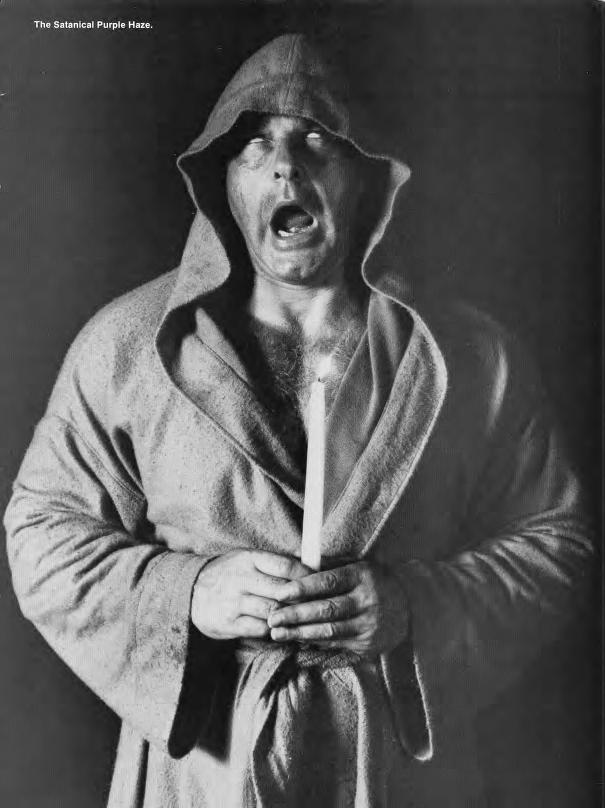
Purple Haze nel 1983

Lewin si allenò al wrestling con suo cognato, Danny McShain. Debuttò nel 1953 all'età di 16 anni.
Formò un tag team di buon successo con Don Curtis, lottando nelle zone di New York e Chicago. Quando la coppia si sciolse all'inizio degli anni sessanta, Mark passò alla competizione singola.
Nel 1963 cominciò a sviluppare il personaggio di "Maniac"/"Mad" Mark Lewin, che avrebbe alternato in modo coerente con il suo personaggio "normale" da babyface per il resto della sua carriera. Lottò in Australia e Nuova Zelanda riscuotendo grande successo, specialmente in Nuova Zelanda dove attirava grosse folle nelle arene. Di frequente lottò in coppia con King Curtis Iaukea. Lavorò anche a Detroit dove si scontrò con The Sheik e Terry Funk. Nella NWA All Star Wrestling di Vancouver, ebbe dei feud con Gene Kiniski e "Bulldog" Bob Brown e vinse due volte il titolo Pacific Coast Heavyweight.

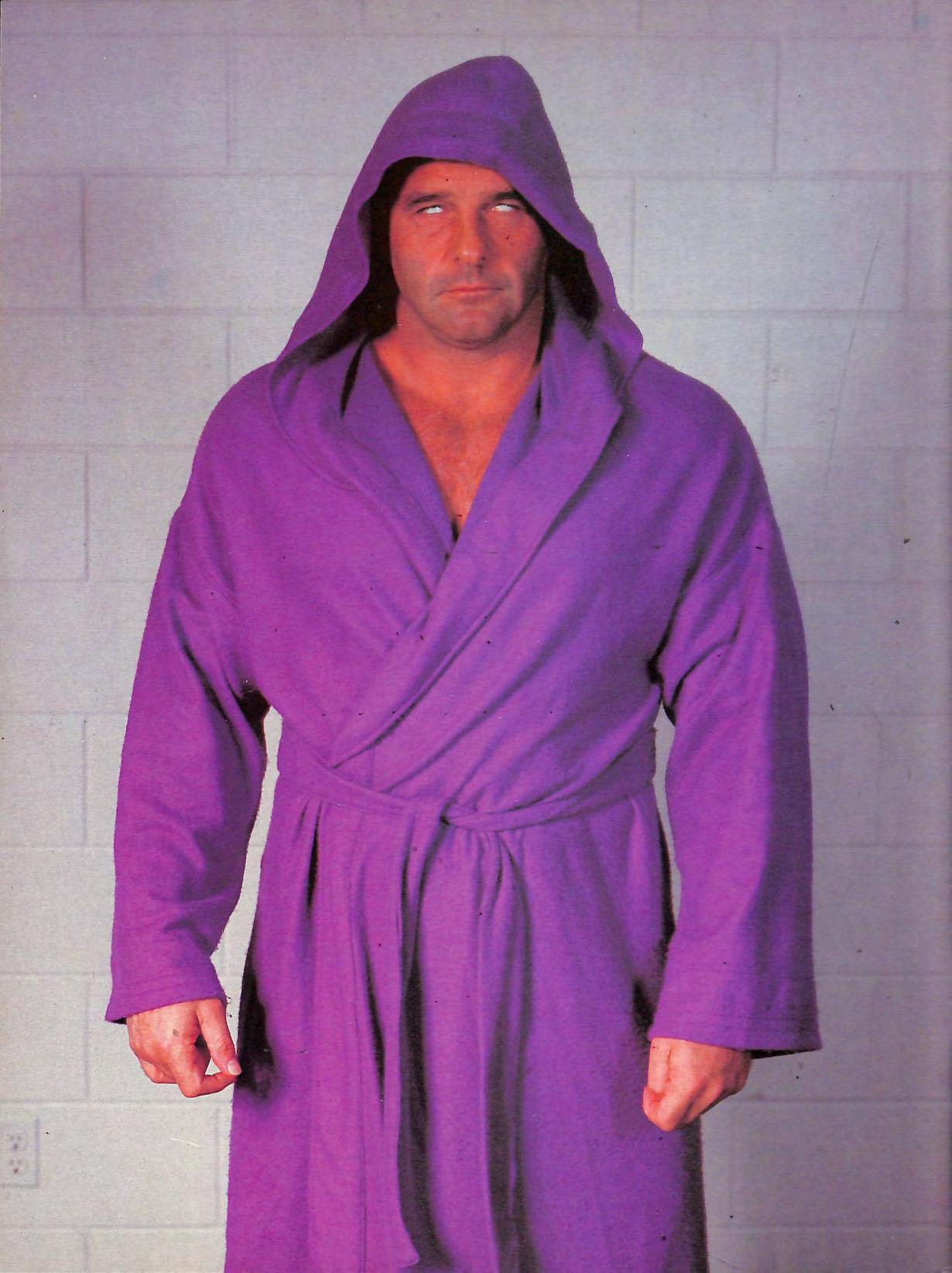
Lewin come "Purple Haze" nel 1983

Riscosse successo a fine anni settanta nella World Class Championship Wrestling prima di passare alla Florida Championship Wrestling, dove entrò a far parte della stable heel Army of Darkness di Kevin Sullivan con il ring name The Purple Haze, altra variante della gimmick di "Maniac". Lewin lottò nel primo Pay-Per-View Starrcade 1983; dove lui e Kevin Sullivan vinsero il loro match sconfiggendo Scott McGhee e Johnny Weaver.
Lavorò come booker per Jim Barnett in Australia.
Negli anni ottanta uno dei suoi avversari più frequenti fu Sabu.
Lewin si ritirò nel 1988.

## Personaggio
Mossa finale
- Sleeper hold

Manager
- King Curtis
- Gary Hart
- Kevin Sullivan
- Skandor Akbar
- The Mighty Atlas (Morris Shapiro)
- The Great Mephisto

Soprannomi
- "Maniac"
- "Mad"
- "The Purple Haze"

## Titoli e riconoscimenti
- All-Star Pro Wrestling
  - NWA Australasian Tag Team Championship (3) - con Steve Rickard (1), Al Perez (1) e Spiros Arion (1)
- Big Time Wrestling
  - NWA United States Heavyweight Championship (Detroit version) (2)
- Capitol Wrestling Corporation
  - NWA United States Tag Team Championship (Northeast version) (2) - con Don Curtis
- Championship Wrestling from Florida
  - NWA Southern Heavyweight Championship (Florida version) (1)
- Georgia Championship Wrestling
  - NWA International Tag Team Championship (Georgia version) (1) - con Donn Lewin[4]
- Maple Leaf Wrestling
  - NWA International Tag Team Championship (Toronto version) (1) - con Whipper Billy Watson
- NWA All-Star Wrestling
  - NWA Canadian Tag Team Championship (Vancouver version) (1) - con Steven Little Bear
  - NWA Pacific Coast Heavyweight Championship (Vancouver version) (2)[5]
- NWA Hollywood Wrestling
  - WWA Americas Heavyweight Championship (1)
  - WWA World Heavyweight Championship (1)
- NWA Big Time Wrestling / World Class Championship Wrestling
  - NWA American Tag Team Championship (2) - con The Spoiler[6][7]
  - NWA Brass Knuckles Championship (Texas version) (8)[8][9]
  - NWA Texas Heavyweight Championship (3)[10][11]
  - NWA Texas Tag Team Championship (1) - con Dick Steinborn[12][13]
  - NWA World Six-Man Tag Team Championship (Texas version) (1) - con Killer Tim Brooks & One Man Gang
- Pro Wrestling Illustrated
  - 265º posto nella lista dei 500 migliori wrestler singoli nei "PWI Years" del 2003.
- Professional Wrestling Hall of Fame and Museum
  - (Classe del 2009) - con Don Curtis
- World Championship Wrestling (Australia)
  - IWA World Heavyweight Championship (2)
  - IWA World Tag Team Championship (8) - con King Curtis Iaukea (2), Bearcat Wright (1), Dominic DeNucci (1), Spiros Arion (1), Mario Milano, (1), Killer Kowalski (1) e Antonio Pugliese (1)
  - NWA Austra-Asian Tag Team Championship (1) - con Spiros Arion
- Wrestling Observer Newsletter
  - Wrestling Observer Newsletter Hall of Fame (Classe del 2017)[14]